# 全国消費生活相談員協会
公益社団法人全国消費生活相談員協会（しゃだんほうじんぜんこくしょうひせいかつそうだんいんきょうかい）は、内閣府所管の社団法人。

## 概要
- 所在：東京都中央区日本橋堀留町2-3-5 グランドメゾン日本橋堀留101
- 設立：1987年11月16日
- 会長：金子晃
- 理事長:増田悦子